# نیتا دوور
نیتا دوور (فرانسوی: Nyta Dover‎؛ ۱۷ مهٔ ۱۹۲۷ – ۱۳ آوریل ۱۹۹۸) بازیگر اهل سوئیس بود.
از فیلم‌هایی که وی در آن نقش داشته است، می‌توان به زندگی سگی، خودشه… آره! آره! و مشتاق زنده ماندن اشاره کرد.